# Joachim Greff
Joachim Greff, född omkring 1510 i Zwickau, död den 11 november 1552 i Rosslau, var en tysk dramatiker.
Greff skrev flera bibliska skoldramer, delvis med uppmuntran från Martin Luther, bland dem Jakob und seine Söhne (1534, i samarbete med Georg Major) och Mundus, ein schön newes kurtzes Spiel von der Welt Art und Natur (1537), samt översatte Plautus "Aulularia".